# Liste der Baudenkmäler in Augsburg-Antonsviertel
In der Liste der Baudenkmäler im Antonsviertel sind die Baudenkmäler im Augsburger Stadtbezirk Antonsviertel im
gleichnamigen Planungsraum Antonsviertel
(X)
aufgelistet. Zu diesen Baudenkmälern gibt es auch eine Bildersammlung.
Diese Liste ist eine Teilliste der Liste der Baudenkmäler in Augsburg. Grundlage der Liste ist die Bayerische Denkmalliste, die auf Basis des bayerischen Denkmalschutzgesetzes vom 1. Oktober 1973 erstmals erstellt wurde und seither durch das Bayerische Landesamt für Denkmalpflege geführt und aktualisiert wird. Die folgenden Angaben ersetzen nicht die rechtsverbindliche Auskunft der Denkmalschutzbehörde.

## Ensembles

### Ensemble Reisingerstraße

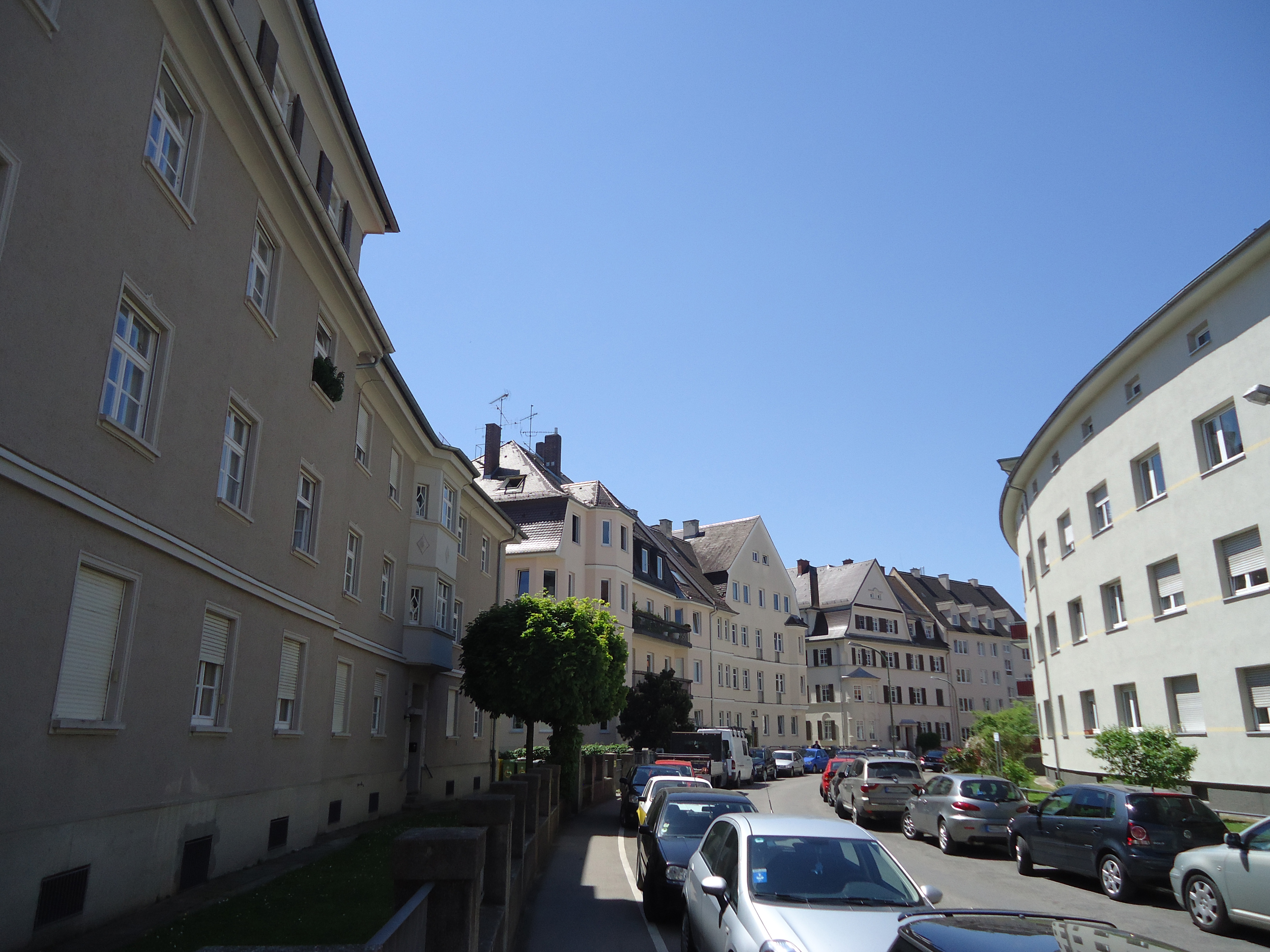
Ensemble Reisingerstraße

Das Ensemble umfasst die südliche Bebauung der Reisingerstraße in ihrem historischen Bestand nahe der Ausfallstraße nach Göggingen. Der markant geschwungene Straßenzug wurde im 1. Jahrzehnt des 20. Jahrhunderts unter Einbeziehung eines um 1850 errichteten Villenbaus angelegt und ist Teil eines an der südwestlichen Gemeindegrenze entstandenen Wohnviertels. Die Bebauung erfolgte in offener und halboffener Bauweise mit dreigeschossigen Mietshäusern in historisierenden und reformstiligen Formen. Bei einigen Gebäuden wurde die Fassadengliederung nachträglich vereinfacht. Die für die Architekturwirkung und das Straßenbild wichtigen historischen Vorgärten sind großteils erhalten.
Aktennummer: E-7-61-000-13

### Ensemble Burgfriedenstraße

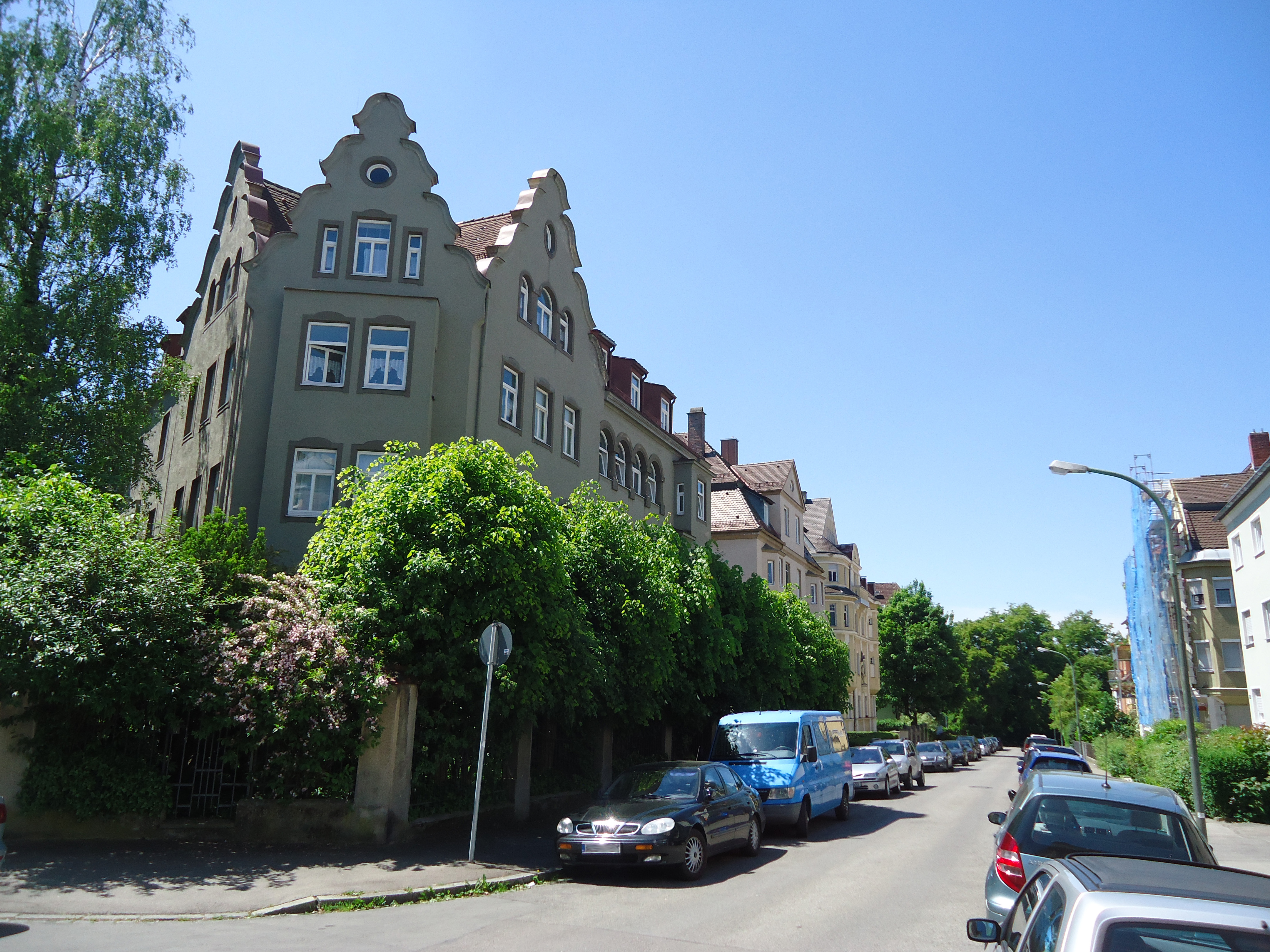
Ensemble Burgfriedenstraße

Das Ensemble umfasst den weitgehend original erhaltenen Teil eines an der südwestlichen Gemeindegrenze, seitlich der Gögginger Straße, um 1905 entstandenen Wohnviertels an der Burgfrieden- und Von-Paris-Straße. Die dreigeschossigen Mietshäuser, in offener Bebauung entlang leicht geschwungener Straßen errichtet, zeichnen sich durch die plastische Gestaltung der Fassaden, durch asymmetrische Gruppierungen der Baumassen und die dekorative Gestaltung der Dachzonen, durch Giebel und Turmhauben besonders aus und schließen sich städtebaulich wirkungsvoll zusammen.
Aktennummer: E-7-61-000-5

### Ensemble Morellstraße

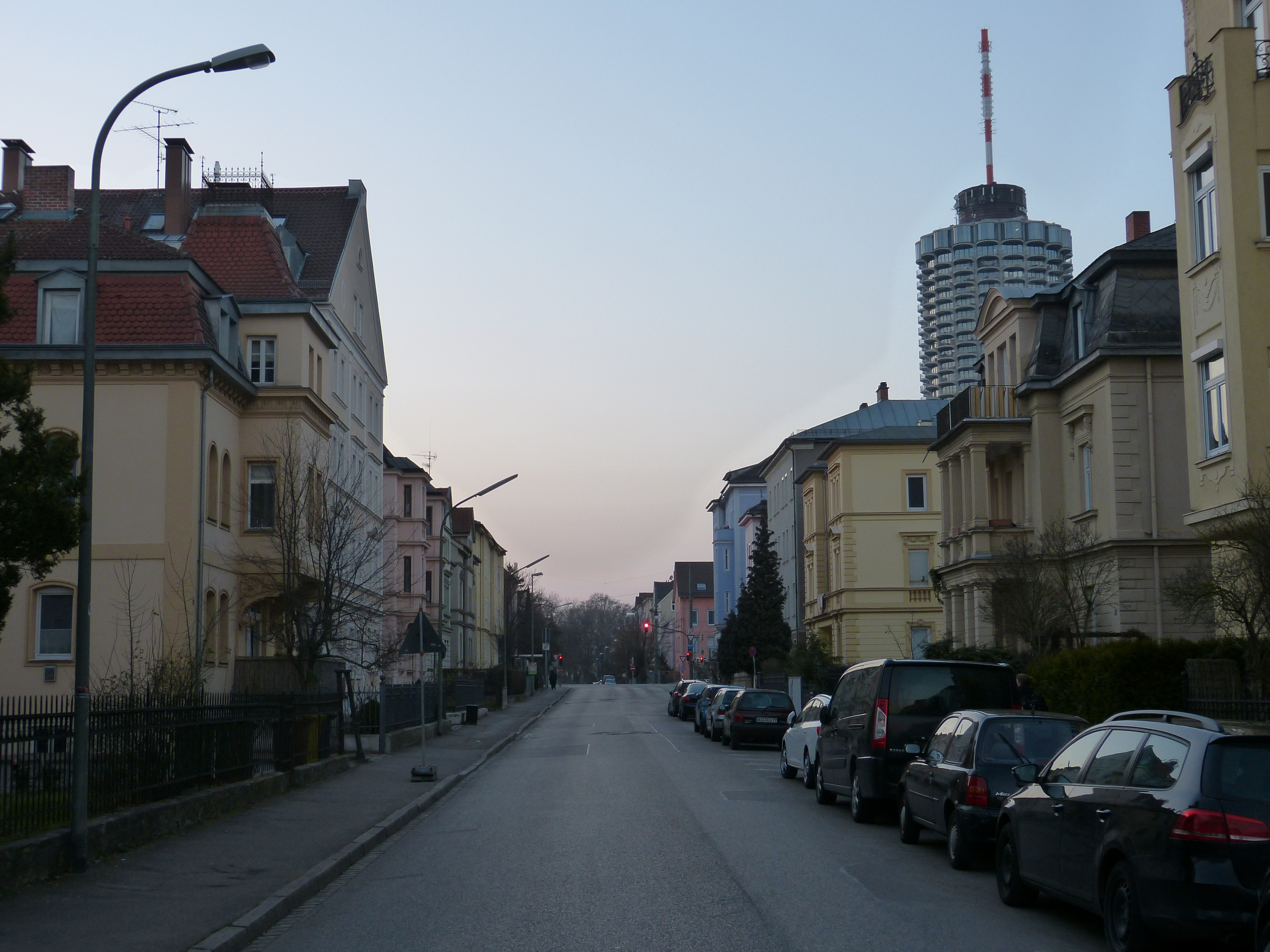
Ensemble Morellstraße

Das Ensemble umfasst die südliche Bebauung sowie einen kürzeren Abschnitt der nördlichen Bebauung der Morellstraße in ihrem historischen Bestand. Die Wohnstraße gehobenen Stils wurde nach der Schleifung der Befestigung um 1880 in einem der ersten Erweiterungsgebiete der Stadt angelegt. Die Bebauung erfolgte im Wesentlichen in offener Bauweise bis 1905 mit zwei- bis viergeschossigen Häusern in spätklassizistischen und historisierenden Formen. Die für die Architekturwirkung und das Straßenbild wichtigen Vorgärten sind größtenteils erhalten. Bei einigen Gebäuden wurde die Fassadengliederung nachträglich vereinfacht.
Aktennummer: E-7-61-000-10

## Einzelbauwerke
| Lage                                                                             | Objekt                                                                    | Beschreibung | Akten-Nr.                | Bild                                                                      |
| -------------------------------------------------------------------------------- | ------------------------------------------------------------------------- | --- | ------------------------ | ------------------------------------------------------------------------- |
| Agnes-Bernauer-Straße 39 (Standort)                                              | Mietshaus                                                                 | Dreigeschossiger, asymmetrisch gegliederter Eckbau mit Flach- und Runderkern, die Ecklage betonend, um 1905, vgl. Reisingerstraße 27 und Ensemble Reisingerstraße | D-7-61-000-16 Wikidata   | Mietshaus                                                                 |
| Agnes-Bernauer-Straße 41 (Standort)                                              | Mietshaus                                                                 | Dreigeschossiger Eckbau mit Flach- und turmartigem Runderker, um 1905, vgl. Ensemble Reisingerstraße | D-7-61-000-17 Wikidata   | Mietshaus                                                                 |
| Agnes-Bernauer-Straße 48 (Standort)                                              | Mietshaus                                                                 | zweigeschossiger Massivbau mit Walmdach, Zwerchhaus, zwei Zwerchgauben mit geschweiften Giebeln und Eckerker, für Benjamin Lindel von Eduard Denzel 1907; mit Einfriedung | D-7-61-000-1975          | Mietshaus                                                                 |
| Burgfriedenstraße 5 (Standort)                                                   | Mietshaus                                                                 | Dreigeschossiger Mansardwalmdachbau mit Flacherker und polygonalem Eckerker, bezeichnet „1905“ Einfriedung, Betonpfeiler und Eisengitter, wohl gleichzeitig | D-7-61-000-1152 Wikidata | Mietshaus                                                                 |
| Burgfriedenstraße 17 und 17 a (Standort)                                         | Mietshaus                                                                 | Dreigeschossiger Bau mit zwei polygonalen Eckerkern und asymmetrisch gestalteter Dachzone, um 1905 Vorgarteneinfriedung, mit gemauerten Pfosten, um 1905 Zugehöriges Rückgebäude, zweigeschossiger Bau mit Mansardwalmdach, um 1905 | D-7-61-000-205 Wikidata  | Mietshaus                                                                 |
| Calmbergstraße 2 a (Standort)                                                    | Nordflügel der ehemaligen Artilleriekaserne, sogenannte Hindenburgkaserne | Dreigeschossiger, streng gegliederter Blankziegelbau mit Mezzanin und viergeschossigem, turmartigem Eckpavillon mit Mezzanin, Seitentrakt einer 1992 abgebrochenen Dreiflügelanlage, 1867–1870 | D-7-61-000-1241 Wikidata | Nordflügel der ehemaligen Artilleriekaserne, sogenannte Hindenburgkaserne |
| Christoph-von-Schmid-Straße 9 und 11 (Standort)                                  | Villa                                                                     | Zweigeschossiger, kubischer Flachdachbau, 1927 Zugehöriger Garten mit Senkbereich, gleichzeitig Umzäunung mit rundem Pavillon, gleichzeitig | D-7-61-000-1156 Wikidata | Villa                                                                     |
| Christoph-von-Schmid-Straße 10 (Standort)                                        | Rosenaustadion                                                            | Mehrzwecksportanlage, geschwungene, ellipsoide Anlage mit Spielfeld und Aschenbahn, umfasst mit teils in einem aus Trümmerschutt künstlich angelegten Hügel eingefügten Stehwällen und teils über Funktionsräumen errichteter Sitztribüne mit weit vorkragendem Betondach, mit Eingangs- und Kassenbau, von der Stadtbauverwaltung Augsburg unter Leitung von Georg Werner und Walther Schmidt und unter Mitarbeit von Hans Bruckner, Jakob Heichele und Heinz Hilten, 1949–1951, zweiter Eingangs- und Kassenbau, sogenanntes Marathontor, von Walther Schmidt, 1953 | D-7-61-000-1908 Wikidata | weitere Bilder                                                            |
| Elisenstraße 5 (Standort)                                                        | Wittelsbacher Volksschule                                                 | Neubarocke Dreiflügelanlage zu drei Geschossen mit Schopfwalmdächern, 1900 f. von Adam Keller | D-7-61-000-1265 Wikidata | Wittelsbacher Volksschule                                                 |
| Fritz-Hintermayr-Straße 3, Nähe Windprechtstraße (Standort)                      | Ehemaliges Verwaltungsgebäude des Garnisonslazaretts                      | Zweieinhalbgeschossiger Backsteinbau mit flachem Walmdach und stichbogigen Öffnungen, 1881 Zugehöriger Park Einfriedung des ehem. Lazarettareals, Backsteinmauer und Gitterzaun, wohl aus der gleichen Zeit | D-7-61-000-1255 Wikidata | Ehemaliges Verwaltungsgebäude des Garnisonslazaretts                      |
| Gögginger Straße 10 (Standort)                                                   | Kongress am Park                                                          | Mehrgliedriger Gebäudekomplex in Sichtbeton, von Max Speidel, 1968–1972 | D-7-61-000-1271 Wikidata | weitere Bilder                                                            |
| Gögginger Straße 17 (Standort)                                                   | Verwaltungsgebäude der Firma Epple & Buxbaum                              | viergeschossiger Eisenbetonskelettbau mit leicht geneigtem Pultdach, Attikageschoss, Sohlbankgesimsen und Risaliten in der Tradition der Augsburger Fabrikschlösser, wohl Albert Jack und Maximilian Wanner, 1907, purifizierender Umbau zu Dienstgebäude für das Arbeitsamt Augsburg im Stil der Neuen Sachlichkeit, 1930 | D-7-61-000-1964          | Verwaltungsgebäude der Firma Epple & Buxbaum                              |
| Gögginger Straße 36 (Standort)                                                   | Mietshaus                                                                 | Viergeschossiger Eckbau mit geschweiften Giebeln und flachem Eckerker, Neurenaissance, um 1890 | D-7-61-000-328 Wikidata  | Mietshaus                                                                 |
| Gögginger Straße 38, 38 1/2 (Standort)                                           | Doppelmietshaus                                                           | Viergeschossiger Bau mit Zwerchhäusern und Fassadengliederung in neubarockem Stil, um 1890 | D-7-61-000-329 Wikidata  | Doppelmietshaus                                                           |
| Gögginger Straße 44 (Standort)                                                   | Mietshaus                                                                 | Viergeschossiger Eckbau mit Mansarddach, Zwerchgiebeln, Flacherker und polygonalem Erker, Gliederung im Neurenaissancestil, um 1890 | D-7-61-000-331 Wikidata  | Mietshaus                                                                 |
| Gögginger Straße 46 (Standort)                                                   | Mietshaus                                                                 | Viergeschossiger Mansarddachbau mit Zwerchgiebel, an Nr. 44 angrenzend, mit entsprechender Gliederung im Neurenaissancestil, um 1900 | D-7-61-000-332 Wikidata  | Mietshaus                                                                 |
| Gögginger Straße 54 (Standort)                                                   | Mietshaus                                                                 | Viergeschossiger Bau mit befenstertem Kniestock und Fassadengliederung in spätklassizistischen Formen, um 1890 | D-7-61-000-333 Wikidata  | Mietshaus                                                                 |
| Gögginger Straße 57 (Standort)                                                   | Ehemaliges Postamt                                                        | Zweigeschossiger Walmdachbau mit runden Ecktürmen, Neue Sachlichkeit, nach Entwurf von Georg Werner, 1927 | D-7-61-000-334 Wikidata  | Ehemaliges Postamt                                                        |
| Gögginger Straße 66 (Standort)                                                   | Mietshaus                                                                 | Viergeschossiger Traufseitbau mit Satteldach, Mittelrisalit und -giebel, um 1850 | D-7-61-000-335 Wikidata  | Mietshaus                                                                 |
| Gögginger Straße 68 (Standort)                                                   | Mietshaus                                                                 | Viergeschossiger Traufseitbau mit flachem Satteldach, Zwerchgiebel und nachklassizistischer Fassadengliederung, um 1870 | D-7-61-000-336 Wikidata  | Mietshaus                                                                 |
| Imhofstraße 12 (Standort)                                                        | Augsburger Hotelturm                                                      | Hotel- und Wohnhochhaus, heute Dorint-Hotel, 35-geschossiger, 115 Meter hoher zylindrischer Baukörper aus Stahlbetonmischbauweise in Ortbeton und Betonfertigteilen, 18-eckig umrissen mit konvexen Balkonvorbauten, von Reinhard Brockel und Erich R. Müller, Mitarbeiter Klaus Schulze, Konstruktion Thormann & Stiefel AG Thosti, 1971/72. | D-7-61-000-1892 Wikidata | weitere Bilder                                                            |
| Imhofstraße 47 und 49 (Standort)                                                 | Katholische Kirche St. Anton                                              | Dreischiffige Basilika mit Zweiturmfassade, Beton- und Blankziegelbau, von Michael Kurz, 1924–1927 Pfarrhaus, zweigeschossiger Walmdachbau, von Michael Kurz, gleichzeitig | D-7-61-000-464           | weitere Bilder                                                            |
| Imhofstraße 84 (Standort)                                                        | Mietshaus                                                                 | Dreigeschossiger Eckbau mit Mansarddach, Eckerker und dekorativ ausgebildeter Dachzone mit Schweifgiebel, in barockisierendem Jugendstil, um 1905, vgl. Ensemble Burgfriedenstraße | D-7-61-000-466 Wikidata  | Mietshaus                                                                 |
| Morellstraße 4 (Standort)                                                        | Wohnhaus                                                                  | Zweigeschossiger Traufseitbau mit Satteldach und Zwerchgiebel über Mittelrisalit, spätklassizistisch, um 1880 | D-7-61-000-720 Wikidata  | Wohnhaus                                                                  |
| Morellstraße 6 (Standort)                                                        | Wohnhaus                                                                  | Zweigeschossiger Traufseitbau mit Satteldach und Zwerchgiebel über Mittelrisalit, spätklassizistisch, um 1880 | D-7-61-000-722           | Wohnhaus                                                                  |
| Morellstraße 7 (Standort)                                                        | Wohnhaus                                                                  | Dreigeschossiger Walmdachbau mit seitlichen Risaliten, spätklassizistisch, um 1880 | D-7-61-000-723 Wikidata  | Wohnhaus                                                                  |
| Morellstraße 8 (Standort)                                                        | Wohnhaus                                                                  | Dreigeschossiger Traufseitbau mit Mansardgiebeldach und zwei Erkern, spätklassizistisch, um 1880 | D-7-61-000-724 Wikidata  | Wohnhaus                                                                  |
| Morellstraße 11 (Standort)                                                       | Wohnhaus                                                                  | Zweigeschossiger Mansardwalmdachbau mit Mittelrisalit und doppelstöckiger Pfeilerloggia, spätklassizistisch, um 1880 | D-7-61-000-725 Wikidata  | Wohnhaus                                                                  |
| Morellstraße 16 (Standort)                                                       | Wohnhaus                                                                  | Dreigeschossiger Walmdachbau mit übergiebelten Mittelrisaliten an den Fronten, spätklassizistisch, um 1890 | D-7-61-000-726 Wikidata  | Wohnhaus                                                                  |
| Mundingstraße 6 (Standort)                                                       | Schulgebäude                                                              | Dreigeschossiger Traufseitbau mit Mittel- und Seitenrisaliten, Fassade in spätklassizistischer Gliederung, um 1890 Turnhalle, zweigeschossiger Bau mit verblendeten Pfeilerarkaden im Erdgeschoss, wohl gleichzeitig Einfriedung, wohl gleichzeitig | D-7-61-000-732 Wikidata  | Schulgebäude                                                              |
| Nähe Imhofstraße (beim großen Spielplatz) (Standort)                             | Gusseisen-Brunnen                                                         | Um 1900 | D-7-61-000-1211 Wikidata | Gusseisen-Brunnen                                                         |
| Reisingerstraße 7, Ulrich-Hofmaier-Straße 1, Ulrich-Hofmaier-Straße 3 (Standort) | Mietshaus                                                                 | Drei- bzw. viergeschossiger Walmdachbau mit Flacherkern und polygonalem Eckerker, wirkungsvoll auf die Ecksituation bezogen, reduziert-historisierend, um 1915, siehe auch Reisingerstraße 7 und Ensemble Reisingerstraße | D-7-61-000-1021 Wikidata | Mietshaus                                                                 |
| Reisingerstraße 9 a (Standort)                                                   | Wohnhaus                                                                  | Zweigeschossiger Walmdachbau, Fassade zur Gögginger Straße mit flacher Risalitgliederung, spätklassizistisch, um 1850 | D-7-61-000-831 Wikidata  | Wohnhaus                                                                  |
| Reisingerstraße 13 (Standort)                                                    | Mietshaus                                                                 | Dreigeschossiger Bau mit Mansarddach, Runderker und breitem Giebel, reduziert-historisierend, um 1910 | D-7-61-000-833 Wikidata  | Mietshaus                                                                 |
| Reisingerstraße 23 (Standort)                                                    | Mietshaus                                                                 | Dreigeschossiger, asymmetrisch gegliederter Bau mit turmartigem Eckerker, Schweifgiebeln und historistisch gestalteter Fassade, bezeichnet „1905“ | D-7-61-000-834 Wikidata  | Mietshaus                                                                 |
| Reisingerstraße 25 (Standort)                                                    | Mietshaus                                                                 | Dreigeschossiger asymmetrischer Bau mit Flacherker und Schweifgiebeln, reduziert-historisierend, um 1905 | D-7-61-000-835 Wikidata  | Mietshaus                                                                 |
| Reisingerstraße 27 (Standort)                                                    | Mietshaus                                                                 | Dreigeschossiger asymmetrischer, durch Erker und formenreiche Dachzone die Ecklage betonender Bau, reduziert-historisierend, um 1905, bildet mit Agnes-Bernauer-Straße 39 eine Baugruppe | D-7-61-000-836 Wikidata  | Mietshaus                                                                 |
| Sulzerstraße 17 (Standort)                                                       | Mietshaus                                                                 | Viergeschossiger Walmdachbau mit zwei übergiebelten Risaliten und Fassadengliederung in spätklassizistischen Formen, um 1880 | D-7-61-000-991 Wikidata  | Mietshaus                                                                 |
| Sulzerstraße 18 (Standort)                                                       | Mietshaus                                                                 | Viergeschossiger Walmdachbau mit zwei turmartigen polygonalen Eckerkern, um 1890, modern verändert | D-7-61-000-992 Wikidata  | Mietshaus                                                                 |
| Ulrich-Hofmaier-Straße 30 (Standort)                                             | Sporthalle                                                                | Seilträgerhängedach-Konstruktion zwischen antithetisch gestellten, überkragenden Tribünen, mit voll ausgebautem Kellergeschoss, von Alfred Thormann und J. Stiefel und Hugo Gall (Reutlingen) nach Entwurf von Walther Schmidt, 1963–1965 | D-7-61-000-1251 Wikidata | weitere Bilder                                                            |
| Von-Paris-Straße 3 (Standort)                                                    | Mietshaus                                                                 | Dreigeschossiger, kubischer Walmdachbau mit Flacherker auf ornamentiertem Konsolgesims, um 1900, später verändert | D-7-61-000-1065 Wikidata | Mietshaus                                                                 |
| Von-Paris-Straße 5, Von-Paris-Straße 7 (Standort)                                | Doppel-Mietshaus                                                          | Dreigeschossiger Walmdachbau mit Flacherkern, polygonalen, turmartigen Eckerkern und figuralem und ornamentalem Putzdekor, historisierend, um 1900 | D-7-61-000-1066 Wikidata | Doppel-Mietshaus                                                          |
| Von-Paris-Straße 9 (Standort)                                                    | Mietshaus                                                                 | Dreigeschossiger, asymmetrisch gegliederter Walmdachbau mit polygonalem Eckerker und Flacherker, historisierend, um 1900, später verändert | D-7-61-000-1067 Wikidata | Mietshaus                                                                 |
| Von-Paris-Straße 11 (Standort)                                                   | Mietshaus mit Ladengeschäft                                               | Dreigeschossiger asymmetrischer, die Ecklage akzentuierender Bau, um 1905, später verändert | D-7-61-000-1068 Wikidata | Mietshaus mit Ladengeschäft                                               |

## Ehemalige Baudenkmäler
In diesem Abschnitt sind Objekte aufgeführt, die früher einmal in der Denkmalliste eingetragen waren, jetzt aber nicht mehr. Objekte, die in anderem Zusammenhang also z. B. als Teil eines Baudenkmals weiter eingetragen sind, sollen hier nicht aufgeführt werden. Aktennummern in diesem Abschnitt sind ehemalige, jetzt nicht mehr gültige Aktennummern.

| Lage                          | Objekt    | Beschreibung                                                                                         | Akten-Nr.               | Bild      |
| ----------------------------- | --------- | --- | ----------------------- | --------- |
| Reisingerstraße 11 (Standort) | Mietshaus | Dreigeschossiger Bau mit Mansarddach, Eckerker und breitem Giebel, reduziert-historisierend, um 1910 | D-7-61-000-832 Wikidata | Mietshaus |